# Oxychilus cellarius
Oxychilus cellarius е вид коремоного от семейство Oxychilidae.